# 韋列斯納
50°22′56″N 27°18′27″E / 50.38222°N 27.30750°E
韋列斯納（烏克蘭語：Вересна），是烏克蘭北部的村莊，隸屬日托米爾州的茲維亞赫爾區。該村面積6.11平方公里，海拔高度234米，2001年人口172，人口密度每平方公里28.15人。